# Glyphostoma polynesiensis
Glyphostoma polynesiensis é uma espécie de gastrópode do gênero Glyphostoma, pertencente a família Conidae.